# Pholetesor moczari
Pholetesor moczari  (лат.) — вид мелких паразитических наездникиков рода Pholetesor из подсемейства Microgastrinae (Braconidae). Северная Африка: Тунис.

## Описание
Мелкие бракониды, длина тела 2,5 мм, желтовато-коричневые (2-3-й тергиты жёлтые). Усики 18-члениковые, своими размерами равны длине головы, груди и первого тергита брюшка вместе взятыми. Крылья равны длине тела, птеростигма широкая.

## Систематика
Вид был впервые описан в 2014 году венгерским гименоптерологом Йенё Яном Паппом (Dr. Jenö Papp, Hungarian Natural History Museum, Department of Zoology, Будапешт, Венгрия) по материалам из Туниса. Видовое название дано в честь старейшего венгерского энтомолога профессора Ласло Мочара (Prof. Dr. László Móczár, 10.12.1914—3.07.2015), отметившего в 2014 году своё 100-летие. Вид Pholetesor moczari близок к видам Pholetesor bicolor (Nees, 1834) и Pholetesor rufulus (Tobias, 1964) .